# Van McCoy
Pour les articles homonymes, voir McCoy.
Van McCoy est un musicien américain né le 6 janvier 1940 à Washington DC et mort le 6 juillet 1979 à Englewood dans le New Jersey.
Son plus grand succès est le tube disco The Hustle, sorti en 1975, qu'il a écrit en quelques heures. Il meurt à 39 ans des suites d'une crise cardiaque.